# Lijst van missen van Joseph Haydn

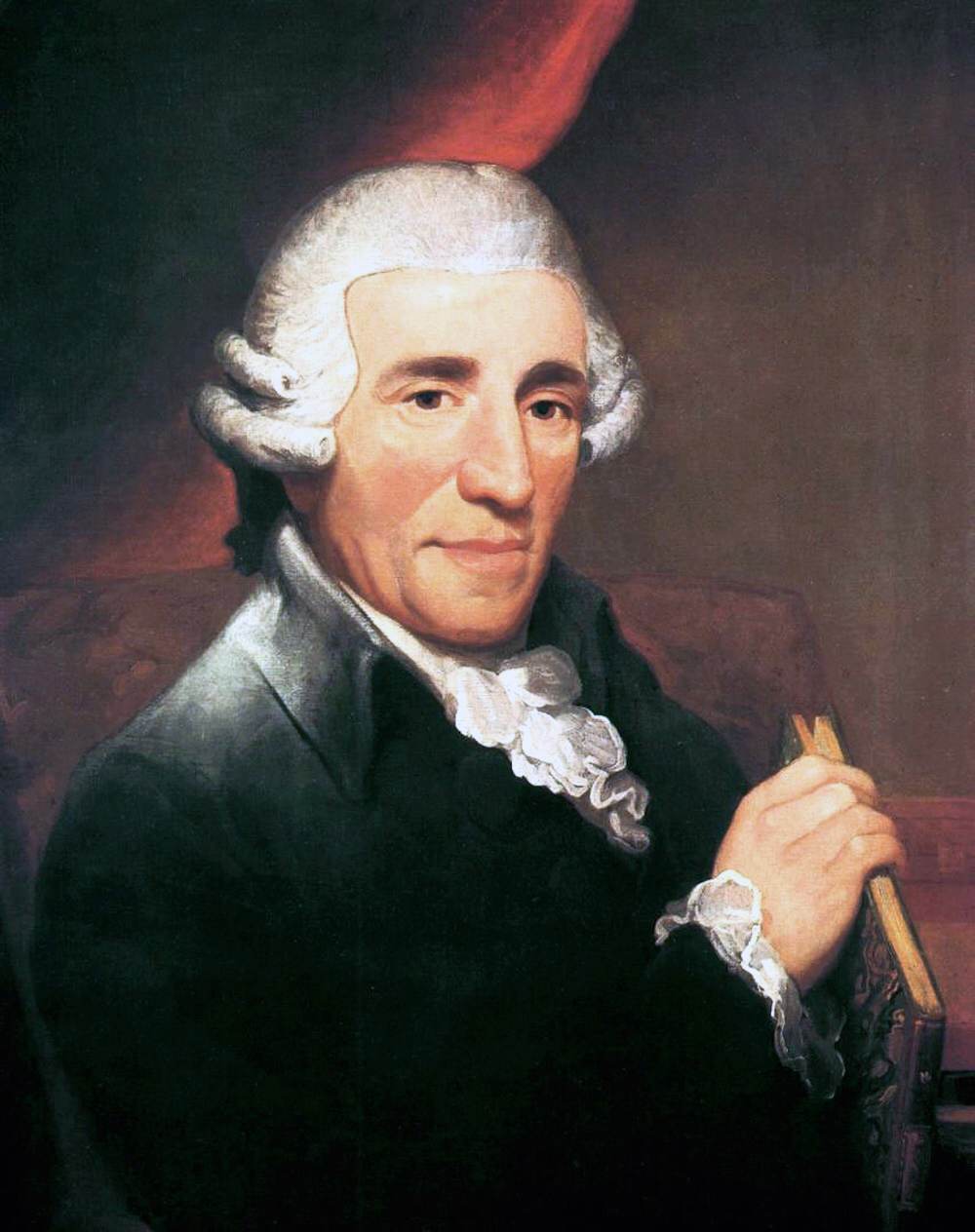
Joseph Haydn

De catalogus van de werken van Joseph Haydn van Anthony van Hoboken omvat 15 missen, waarvan 14 genummerd. De missen 9 t/m 14 vormen een groep in de zin dat zij gecomponeerd zijn voor de Esterházy familie, in het bijzonder voor de viering van de naamdag van Prinses Maria Hermengilde, de echtgenote van Prins Nikolaus II.
- Missa brevis in F, Hob. XXII:1 (voor twee sopranen, koor strijkers en orgel), gecomponeerd rond 1749. Er bestaat een tweede versie met blazers en pauken uit 1805 (niet zeker van Haydn).
- Missa 'Sunt bona mixta malis' in d, Hob. XXII:2 (voor koor), gecomponeerd rond 1767-1769. Het werk staat in de Hoboken-catalogus nog als verloren aangegeven; in 1984 werd bij Christie's het Kyrie en een groot deel van het Gloria geveild.
- Missa 'Rorate coeli desuper' in G, Hob. XXII:3; gecomponeerd ca. 1748. Het werk staat in de Hoboken-catalogus vermeld als verloren; het werk werd in 1957 teruggevonden.
- Mis in G, Hob. ii.73 (voor koor, violen en orgel)
- Missa in honorem Beatissimae Virginis Mariae in Es, Hob. XXII:4 (bijgenaamd Grosse Orgelmesse of Grote Orgelmis, of Missa Sancti Jesephi; voor sopraan, alt, tenor en bas, koor, orkest en orgel), gecomponeerd rond 1774 (of 1768-1769).
- Missa Cellensis in honorem Beatissimae Virginis Mariae in C, Hob. XXII:5 (bijgenaamd Cäcilienmesse of Ceciliamis; voor sopraan, alt, tenor en bas, koor, orkest en orgel), gecomponeerd in 1766.
- Missa Sancti Nicolai in G, Hob. XXII:6 (bijnaamd Nikolaimesse of 6/4-Takt-Messe; voor sopraan, alt, tenor en bas, koor, orkest en orgel), gecomponeerd in 1772.
- Missa Brevis Sancti Joannis de Deo in Bes, Hob. XXII:7 (bijgenaamd Kleine Orgelmesse of Kleine Orgelmis; voor sopraan, koor, violen en orgel), gecomponeerd tussen 1775 en 1778.
- Missa Cellensis in C, Hob. XXII:8 (bijgenaamd Mariazeller Messe of Mariazeller Mis; voor sopraan, alt, tenor en bas, koor, orkest en orgel), gecomponeerd in 1782.

## Missen voor Esterházy
Tijdens zijn tweede bezoek aan Londen aan het begin van de zomer van 1794 ontving Haydn een brief van Prins Nicolaas II Esterházy die de in januari 1794 overleden Prins Anton I Esterházy had opgevolgd. Anton I had weinig belangstelling gehad voor muziek en hij had het beroemde Esterházy-orkest ontbonden toen hij in 1790 opvolgde. Alleen Haydn had hij in dienst gehouden als Kapellmeister.
Nikolaus II daarentegen wilde het muziekleven aan het hof weer nieuw leven inblazen. Hij stelde Haydn voor om terug te keren en het orkest, het koor en de solisten weer in ere te herstellen. Daarnaast zou hij jaarlijks, als enige activiteit als componist, een mis moeten componeren om de naamdag van zijn vrouw, Prinses Maria Josepha Hermengilde Esterházy, te vieren.
Haydn verkoos de zekerheid van een vaste aanstelling in Esterhaza boven de grote inkomsten die hij in Londen had, aanvaardde het aanbod en keerde naar Esterhaza terug. 
- Missa in tempore belli in C, Hob. XXII:9 (bijgenaamd Kriegsmesse of Paukenmesse/'Paukenmis; voor sopraan, alt, tenor en bas, koor, orkest en orgel), gecomponeerd in 1796.
- Missa Sancti Bernardi von Offida in Bes, Hob. XXII:10 (bijgenaamd Heiligmesse; voor sopraan, alt, tenor en bas, koor, orkest en orgel), gecomponeerd in 1796.
- Missa in d, Hob. XXII:11 (bijgenaamd Nelsonmesse of Nelsonmis, Missa in angustiis, Imperial Mass of Krönungsmesse; voor sopraan, alt, tenor en bas, koor, trompetten, pauken, strijkers en orgel), gecomponeerd tussen 10 juli en 31 augustus 1798.
- Missa in Bes, Hob. XXII:12 (bijgenaamd Theresienmesse of Theresiamis; voor sopraan, alt, tenor en bas, koor, orkest en orgel), gecomponeerd in 1799.
- Missa in Bes, Hob. XXII:13 (bijgenaamd Schöpfungsmesse; voor sopraan, alt, tenor en bas, koor, orkest en orgel), gecomponeerd tussen 28 juli en 11 september 1801.
- Missa in Bes, Hob. XXII:14 (bijgenaamd Harmoniemesse; voor sopraan, alt, tenor en bas, koor, orkest en orgel), gecomponeerd in 1802.